# George Rensbury Hicks
George Rensbury Hicks (ur. 24 czerwca 1900 w Walthamstow, zm. 24 listopada 1951 w West Derby) – angielski as myśliwski okresu I wojny światowej. Od 15 lipca do 26 września 1918 zestrzelił 8  samolotów niemieckich.
Służył w No. 74 Squadron RAF. Pierwsze zwycięstwo powietrzne odniósł nad niemieckim samolotem myśliwskim Fokker D.VII w okolicach Roulers. 5 września uzyskał tytuł asa myśliwskiego, zestrzeliwując w tym dniu dwa samoloty Fokker D.VII. Kolejne podwójne zwycięstwo odniósł 24 września, zestrzeliwując m.in. myśliwiec Siemens-Schuckert D.IV. 2 października 1918 roku został ranny.
Wszystkie zwycięstwa odniósł na samolocie myśliwskim Royal Aircraft Factory S.E.5.
Został odznaczony Distinguished Flying Cross.